# Ligue adriatique de basket-ball D2 2018-2019
Navigation
Édition précédente Édition suivante
| \| Sarajevo Ohrid Tivat Čačak Belgrade Mostar Rogaška Slatina Cetinje Skopje Split Koper Vršac \| Localisation des clubs engagés dans le championnat. |
| Sarajevo Ohrid Tivat Čačak Belgrade Mostar Rogaška Slatina Cetinje Skopje Split Koper Vršac                                                           |

La saison 2018-2019 de l'ABA Liga 2 est la 2e édition de la ligue adriatique de basket-ball D2. Elle oppose cette saison douze clubs d'ex-Yougoslavie en une série de vingt-deux journées.
Les quatre meilleures équipes de la saison régulière sont qualifiés pour les playoffs. Le vainqueur du tournoi est désigné champion de deuxième division.

## Formule de la compétition
Douze équipes s'affrontent lors de la saison régulière sous forme de matches aller-retour. Chaque formation dispute vingt-deux rencontres, soit onze à domicile et onze à l'extérieur. À la fin de la saison, les quatre meilleures équipes sont qualifiées pour les playoffs. Le vainqueur des playoffs est couronné champion de deuxième division.
Les playoffs se déroulent en deux tours : demi-finales et finale.
Les demi-finales la finale se déroule en une manche.

## Clubs engagés

### Participants et localisation
Un total de douze équipes participent au championnat dont onze de la saison passée auxquelles a été retiré le champion de la saison passée qui est Krka, remplacé par le relégué de première division qui est MZT Skopje Aerodrom.
Légende des couleurs
- Relégué

## Playoffs
|  | Demi-finales | Demi-finales | Demi-finales |  |  | Finale | Finale | Finale |  |  |  |  |  |
|  |              |              |              |  |  |        |        |        |  |  |  |  |  |
|  | 1            |              |              |  |  |        |        |        |  |  |  |  |  |
|  | 4            |              |              |  |  |        |        |        |  |  |  |  |  |
|  |              |              |              |  |  |        |        |        |  |  |  |  |  |
|  |              |              |              |  |  |        |        |        |  |  |  |  |  |
|  |              |              |              |  |  |        |        |        |  |  |  |  |  |
|  | 2            |              |              |  |  |        |        |        |  |  |  |  |  |
|  |              |              |              |  |  |        |        |        |  |  |  |  |  |
|  | 3            |              |              |  |  |        |        |        |  |  |  |  |  |